# Sakus

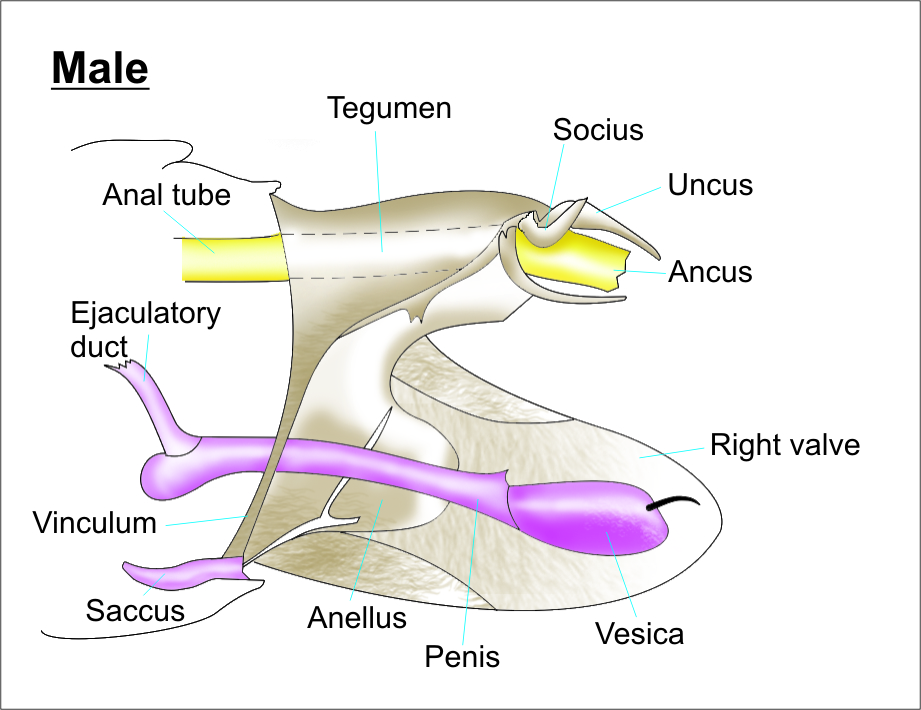
Samcze narządy genitalne motyla

Sakus (łac. saccus ,l. mn. sacci) – element narządów genitalnych u motyli powstały przez środkowo-brzuszną, wewnętrzną inwaginację dziewiątego sternum odwłoka, czyli winkulum (vinculum), przybierający różną formę w zależności od płci.

## Samce
U niektórych samców sakus to apodema wyrastająca środkowo-brzusznie z vinculum i skierowana ku przodowi, do wewnątrz jamy odwłoka. Kształt ma mniej lub bardziej cylindryczny lub korytkowaty i jest pusty w środku. Służy za punkt przyczepu mięśni.
Dawniej zdarzało się (np. Baker, 1891), że mianem saccus, określano wyżej wymienioną strukturę wraz z winkulum.

## Samice
U samic sakus to zesklerotyzowana, środkowa kieszeń utworzona przez inwaginację sternalnego rejonu dziewiątego segmentu odwłoka.